# Nicolás Paz
Nicolás Paz Martínez, detto Nico (Santa Cruz de Tenerife, 8 settembre 2004), è un calciatore argentino con cittadinanza spagnola, centrocampista del Como e della nazionale argentina.

## Biografia
È figlio dell'ex calciatore della nazionale argentina Pablo Paz.

## Carriera

### Club

#### Gli inizi, Real Madrid
Paz cresce nelle giovanili del Tenerife, per poi venire acquistato, nel 2016, dal Real Madrid. Gioca in Qatar nell'Alkass International Cup riuscendo a trionfare nel torneo, contribuendo anche con una doppietta in finale contro lo Zenit.
L'8 gennaio 2022 debutta con il Real M. Castilla, nell'incontro di Primera División RFEF perso per 3-1 contro il FC Andorra. Trova il suo primo gol da professionista l'11 febbraio 2023, nel successo per 2-1 contro il Córdoba.
L'8 novembre dello stesso anno esordisce in prima squadra, nell'incontro della fase a gironi di Champions League vinto 3-0 contro il Braga. I Blancos vincono la Champions League, e Paz va segno nella vittoria per 4-2 contro il Napoli.

#### Como
Il 25 agosto 2024 viene acquistato a titolo definitivo per 6 milioni di euro dal Como, club neopromosso in Serie A, con cui sottoscrive un accordo quadriennale valido fino al 30 giugno 2028. Il Real Madrid si riserva il 50% su una futura rivendita del giocatore oltre alla possibilità di riacquistarlo nelle tre successive sessioni di mercato estive  per una cifra che va dai 9 agli 11 milioni di euro. Fa il suo debutto ufficiale con la nuova maglia appena ventiquattr'ore dopo, il 26 agosto 2024, alla 2ª giornata di campionato, subentrando al 58º minuto al posto di Lucas Da Cunha nella partita esterna contro il Cagliari (1-1). Il 19 ottobre segna la sua prima rete in massima serie, stabilendo il punteggio sul definitivo 1-1 nel match casalingo contro il Parma. Nonostante il poco minutaggio inizialmente destinatogli, dopo un timido avvio di stagione negli ultimi mesi dell'anno rientra stabilmente fra i titolari inamovibili selezionati dal tecnico Fàbregas, divenendo col tempo uno degli idoli della tifoseria lariana, il calciatore più forte e punto di riferimento dell'intera squadra. Realizza un gol sia contro il Lecce che contro la Roma vincendo per 2-0 entrambe le partite, segna inoltre la rete del 4-1 sconfiggendo l'Udinese e la rete del 2-0 battendo la Fiorentina; infine, Paz serve a Assane Diao l'assist con cui questi realizza il gol-vittoria del definitivo 2-1 contro il Napoli. In tutto colleziona  34 presenze, 6 gol e 9 assist alla sua prima stagione in Italia e al 30 giugno 2025 il Real Madrid non esercita il diritto di riacquisto per la cifra concordata di 9 milioni di euro.

### Nazionale
Nel 2022 viene convocato nell'Argentina under-20 per una serie di partite amichevoli; il 10 giugno realizza una delle reti con cui i sudamericani battono per 3-2 il Giappone al Torneo Maurice Revello. Il 6 gennaio 2023 viene incluso da Javier Mascherano, CT della nazionale under 20, nella lista dei convocati per il campionato sudamericano di categoria.
Il 15 ottobre 2024 esordisce con la nazionale maggiore argentina nel match contro la Bolivia, vinto per 6-0 e valido per le qualificazioni ai Mondiali del 2026; nell'occasione fornisce a Lionel Messi l'assist per il gol che chiude le marcature dell'incontro.

## Statistiche

### Presenze e reti nei club
Statistiche aggiornate al 5 giugno 2025.
| Stagione                | Squadra                 | Campionato              | Campionato | Campionato | Coppe nazionali | Coppe nazionali | Coppe nazionali | Coppe continentali | Coppe continentali | Coppe continentali | Altre coppe | Altre coppe | Altre coppe | Totale | Totale |
| Stagione                | Squadra                 | Comp                    | Pres       | Reti       | Comp            | Pres            | Reti            | Comp               | Pres               | Reti               | Comp        | Pres        | Reti        | Pres   | Reti   |
| ----------------------- | ----------------------- | ----------------------- | ---------- | ---------- | --------------- | --------------- | --------------- | ------------------ | ------------------ | ------------------ | ----------- | ----------- | ----------- | ------ | ------ |
| gen.-giu. 2022          | Real M. Castilla        | PDR                     | 15         | 0          | -               | -               | -               | -                  | -                  | -                  | -           | -           | -           | 15     | 0      |
| 2022-2023               | Real M. Castilla        | PF                      | 38         | 12         | -               | -               | -               | -                  | -                  | -                  | -           | -           | -           | 38     | 12     |
| Totale Real M. Castilla | Totale Real M. Castilla | Totale Real M. Castilla | 53         | 12         |                 | -               | -               |                    | -                  | -                  |             | -           | -           | 53     | 12     |
| 2023-2024               | Real Madrid             | PD                      | 4          | 0          | CR              | 1               | 0               | UCL                | 3                  | 1                  | SS          | 0           | 0           | 8      | 1      |
| 2024-2025               | Como                    | A                       | 35         | 6          | CI              | -               | -               | -                  | -                  | -                  | -           | -           | -           | 35     | 6      |
| Totale carriera         | Totale carriera         | Totale carriera         | 92         | 18         |                 | 1               | 0               |                    | 3                  | 1                  |             | 0           | 0           | 96     | 19     |

### Cronologia presenze e reti in nazionale
| Cronologia completa delle presenze e delle reti in nazionale ― Argentina | Cronologia completa delle presenze e delle reti in nazionale ― Argentina | Cronologia completa delle presenze e delle reti in nazionale ― Argentina | Cronologia completa delle presenze e delle reti in nazionale ― Argentina | Cronologia completa delle presenze e delle reti in nazionale ― Argentina | Cronologia completa delle presenze e delle reti in nazionale ― Argentina | Cronologia completa delle presenze e delle reti in nazionale ― Argentina | Cronologia completa delle presenze e delle reti in nazionale ― Argentina |
| Data                                                                     | Città                                                                    | In casa                                                                  | Risultato                                                                | Ospiti                                                                   | Competizione                                                             | Reti                                                                     | Note                                                                     |
| ------------------------------------------------------------------------ | ------------------------------------------------------------------------ | ------------------------------------------------------------------------ | ------------------------------------------------------------------------ | ------------------------------------------------------------------------ | ------------------------------------------------------------------------ | ------------------------------------------------------------------------ | ------------------------------------------------------------------------ |
| 15-10-2024                                                               | Buenos Aires                                                             | Argentina                                                                | 6 – 0                                                                    | Bolivia                                                                  | Qual. Mondiali 2026                                                      | -                                                                        | 73’                                                                      |
| 25-3-2025                                                                | Buenos Aires                                                             | Argentina                                                                | 4 – 1                                                                    | Brasile                                                                  | Qual. Mondiali 2026                                                      | -                                                                        | 76’                                                                      |
| 5-6-2025                                                                 | Santiago del Cile                                                        | Cile                                                                     | 0 – 1                                                                    | Argentina                                                                | Qual. Mondiali 2026                                                      | -                                                                        | 57’                                                                      |
| Totale                                                                   |                                                                          | Presenze                                                                 | 3                                                                        |                                                                          | Reti                                                                     | 0                                                                        |                                                                          |

| Cronologia completa delle presenze e delle reti in nazionale ― Argentina under 23 | Cronologia completa delle presenze e delle reti in nazionale ― Argentina under 23 | Cronologia completa delle presenze e delle reti in nazionale ― Argentina under 23 | Cronologia completa delle presenze e delle reti in nazionale ― Argentina under 23 | Cronologia completa delle presenze e delle reti in nazionale ― Argentina under 23 | Cronologia completa delle presenze e delle reti in nazionale ― Argentina under 23 | Cronologia completa delle presenze e delle reti in nazionale ― Argentina under 23 | Cronologia completa delle presenze e delle reti in nazionale ― Argentina under 23 |
| Data                                                                              | Città                                                                             | In casa                                                                           | Risultato                                                                         | Ospiti                                                                            | Competizione                                                                      | Reti                                                                              | Note                                                                              |
| --------------------------------------------------------------------------------- | --------------------------------------------------------------------------------- | --------------------------------------------------------------------------------- | --------------------------------------------------------------------------------- | --------------------------------------------------------------------------------- | --------------------------------------------------------------------------------- | --------------------------------------------------------------------------------- | --------------------------------------------------------------------------------- |
| 18-11-2023                                                                        | Shizuoka                                                                          | Giappone under 23                                                                 | 5 – 2                                                                             | Argentina under 23                                                                | Amichevole                                                                        | -                                                                                 | 60’                                                                               |
| 21-11-2023                                                                        | Shizuoka                                                                          | Giappone under 23                                                                 | 0 – 0                                                                             | Argentina under 23                                                                | Amichevole                                                                        | -                                                                                 | 61’                                                                               |
| 23-3-2024                                                                         | Mazatlán                                                                          | Messico under 23                                                                  | 2 – 4                                                                             | Argentina under 23                                                                | Amichevole                                                                        | -                                                                                 | 75’                                                                               |
| 26-3-2024                                                                         | Puebla de Zaragoza                                                                | Messico under 23                                                                  | 3 – 0                                                                             | Argentina under 23                                                                | Amichevole                                                                        | -                                                                                 | 66’                                                                               |
| Totale                                                                            |                                                                                   | Presenze                                                                          | 4                                                                                 |                                                                                   | Reti                                                                              | 0                                                                                 |                                                                                   |

| Cronologia completa delle presenze e delle reti in nazionale ― Argentina under 20 | Cronologia completa delle presenze e delle reti in nazionale ― Argentina under 20 | Cronologia completa delle presenze e delle reti in nazionale ― Argentina under 20 | Cronologia completa delle presenze e delle reti in nazionale ― Argentina under 20 | Cronologia completa delle presenze e delle reti in nazionale ― Argentina under 20 | Cronologia completa delle presenze e delle reti in nazionale ― Argentina under 20 | Cronologia completa delle presenze e delle reti in nazionale ― Argentina under 20 | Cronologia completa delle presenze e delle reti in nazionale ― Argentina under 20 |
| Data                                                                              | Città                                                                             | In casa                                                                           | Risultato                                                                         | Ospiti                                                                            | Competizione                                                                      | Reti                                                                              | Note                                                                              |
| --------------------------------------------------------------------------------- | --------------------------------------------------------------------------------- | --------------------------------------------------------------------------------- | --------------------------------------------------------------------------------- | --------------------------------------------------------------------------------- | --------------------------------------------------------------------------------- | --------------------------------------------------------------------------------- | --------------------------------------------------------------------------------- |
| 29-5-2022                                                                         | Aubagne                                                                           | Argentina under 20                                                                | 1 – 0                                                                             | Arabia Saudita under 20                                                           | Torneo di Tolone 2022 - 1º turno                                                  | -                                                                                 | 55’                                                                               |
| 4-6-2022                                                                          | Aubagne                                                                           | Francia under 20                                                                  | 6 – 2                                                                             | Argentina under 20                                                                | Torneo di Tolone 2022 - 1º turno                                                  | -                                                                                 | 46’                                                                               |
| 10-6-2022                                                                         | Mallemort                                                                         | Argentina under 20                                                                | 3 – 2                                                                             | Giappone under 20                                                                 | Torneo di Tolone 2022 - Finale 5º posto                                           | 1                                                                                 | 54’                                                                               |
| 7-8-2022                                                                          | Alcúdia                                                                           | Uruguay under 20                                                                  | 0 – 4                                                                             | Argentina under 20                                                                | Amichevole                                                                        | -                                                                                 | 80’                                                                               |
| 21-1-2023                                                                         | Cali                                                                              | Paraguay under 20                                                                 | 2 – 1                                                                             | Argentina under 20                                                                | Campionato sudamericano U-20 - 1º turno                                           | -                                                                                 | 60’                                                                               |
| 24-1-2023                                                                         | Cali                                                                              | Argentina under 20                                                                | 1 – 3                                                                             | Brasile under 20                                                                  | Campionato sudamericano U-20 - 1º turno                                           | -                                                                                 | 46’                                                                               |
| 25-1-2023                                                                         | Cali                                                                              | Argentina under 20                                                                | 1 – 0                                                                             | Perù under 20                                                                     | Campionato sudamericano U-20 - 1º turno                                           | -                                                                                 | 8’                                                                                |
| 28-1-2023                                                                         | Cali                                                                              | Colombia under 20                                                                 | 1 – 0                                                                             | Argentina under 20                                                                | Campionato sudamericano U-20 - 1º turno                                           | -                                                                                 |                                                                                   |
| Totale                                                                            |                                                                                   | Presenze                                                                          | 8                                                                                 |                                                                                   | Reti                                                                              | 1                                                                                 |                                                                                   |

## Palmarès

### Club

#### Competizioni nazionali
- Supercoppa di Spagna: 1

Real Madrid: 2024
- Campionato spagnolo: 1

Real Madrid: 2023-2024

#### Competizioni internazionali
- UEFA Champions League: 1

Real Madrid: 2023-2024

### Individuale
- Premi Lega Serie A: 1

Miglior Under 23: 2024-2025